# Embuscade d'Elakyo
L'embuscade d'Elakyo est un affrontement qui a eu lieu à Elakyo, dans l'État de Nassarawa, le 7 mai 2013 entre l'armée nigériane et des membres d'une secte nommée Ombatse (en). 

## Contexte
L'État de Nassarawa, situé aux limites entre le Nord musulman et le Sud chrétien, est soumis à des problèmes de coexistence entre les différents groupes ethniques de la région.
Un certain nombre d'Eggons, une des principales ethnies de l'État, ont rejoint le mouvement sectaire Ombatse («Le temps est venu» en langue eggon), se revendiquant païen et donc hostile aux autres religions présentes, le christianisme et l'islam, tout en dénonçant des pratiques comme l'alcoolisme et l'adultère.
En novembre 2012, Umaru Tanko Al-Makura, le gouverneur de l’État, avait déjà organisé une enquête sur l'organisation de la secte accusée d'organiser des conversions forcées. 3 policiers avaient alors été tués dans des affrontements et des membres de la secte s'en étaient pris ensuite à un autre groupe ethnique en incendiant des habitations et en provoquant la mort d’une dizaine de personnes.

## Déroulement
Les affrontements ont lieu lorsqu'une soixantaine de policiers reçurent l'ordre de se rendre à Elakyo, situé à 10 km de Lafia, la capitale régionale et à 100 km d'Abuja, la capitale fédérale. Ils devaient arrêter les membres de la secte qui organisaient des conversions forcées . Ils tombèrent alors dans une embuscade et subirent de lourdes pertes.

## Bilan
Après le combat, les corps des policiers sont brûlés par les membres de la secte. Le premier bilan fait état d'au moins 23 policiers tués au combat et 17 disparus, mais le 10 mai la police revoit ses chiffres à la hausse et annonce la mort de 46 policiers, tandis qu'aucun bilan n'est fourni pour d'éventuelles pertes civiles ou rebelles.
Le même jour, des combats eurent lieu à Bama, situé dans l'État de Borno, entre armée et rebelles de Boko Haram, qui ont fait 55 morts. Cependant, il n'y a aucun lien avéré entre Ombatse et Boko Haram, mais cela démontre la difficulté du gouvernement du Nigeria à assurer l'ordre dans le pays le plus peuplé d'Afrique.